# Giuliana Stramigioli
Giuliana Stramigioli (Roma, 8 agosto 1914 – Roma, 25 luglio 1988) è stata un'imprenditrice e iamatologa italiana.

## Biografia
Laureata all'Università di Roma nel 1936 sotto la guida di Giuseppe Tucci, arriva in Giappone come studente di scambio e si specializza nell'Università di Kyōto in lingua giapponese e in storia dell'arte del buddhismo. Dopo due anni rientra in patria e insegna all'Università di Napoli, ma dopo un anno torna in Giappone con una borsa di studio del Kokusai bunka shinkōkai (oggi Japan Foundation).
Fra il 1936 e il 1940 è attivissima con collaborazioni giornalistiche, tra cui un reportage di viaggio sulla Corea per la Gazzetta del Popolo e per il Giornale d'Italia, uno sul Giappone del nord e gli Ainu. Durante la seconda guerra mondiale lavora presso l'ambasciata d'Italia in Giappone e poi presso l'Istituto italiano di cultura.
Al termine del conflitto, insegna italiano all'Università di Lingue straniere di Tōkyō e dal 1948, fondata la società Italifilm, si dedica all'importazione di film italiani, rendendo familiare ai cinefili giapponesi il neorealismo con opere quali Roma città aperta, Ladri di biciclette, Paisà ed altri.
È lei a segnalare Rashōmon (1951) di Akira Kurosawa alla Mostra del cinema di Venezia, dove l'opera vincerà il Leone d'oro. Al riguardo, ha scritto Kurosawa nella sua autobiografia:
Tornata in Italia in via definitiva nel 1965, Giuliana Stramigioli ottiene subito l'incarico, sostituendo Marcello Muccioli (1898-1976), di insegnare Lingua e letteratura giapponese all'Università di Roma "La Sapienza", incarico che mantenne fino al 1985.
È stata socia fondatrice, con Fosco Maraini, Mario Scalise, Paolo Beonio-Brocchieri e Adolfo Tamburello, dell'Associazione italiana per gli studi giapponesi (AISTUGIA).

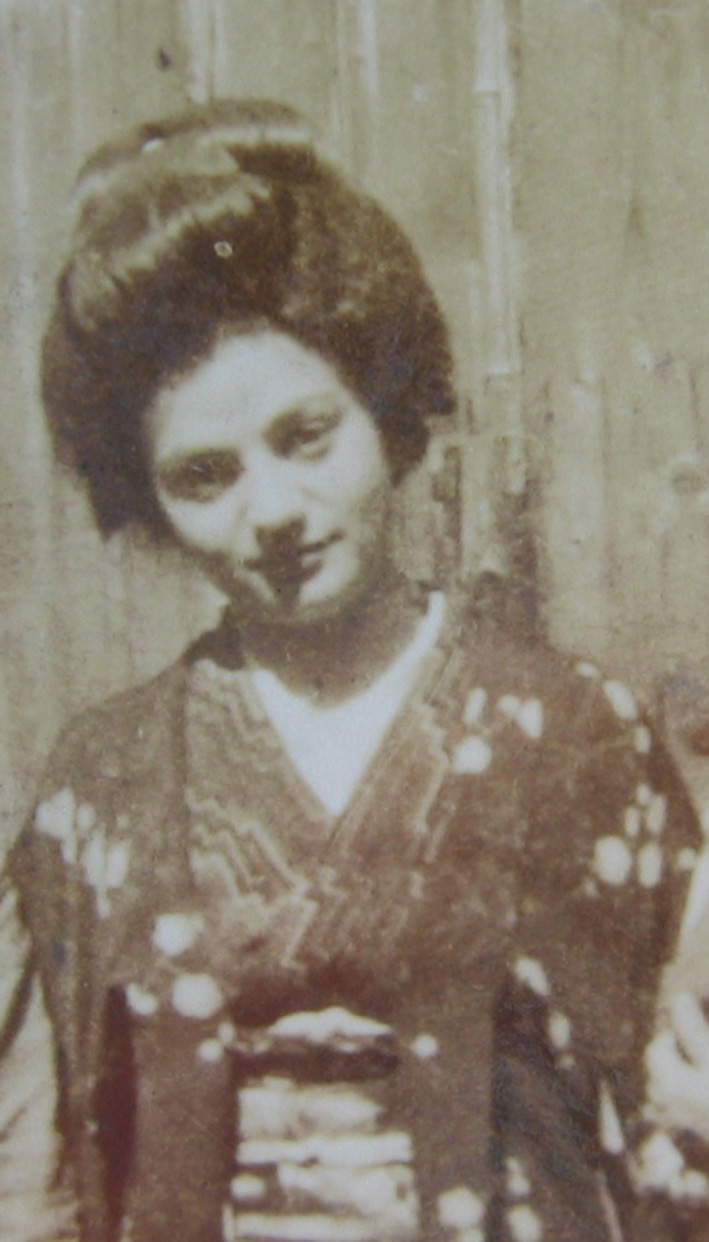
Giuliana Stramigioli durante il suo primo soggiorno giapponese, (Kyōto?) 1937

## Onorificenze e premi
- 1982 Kunsantō hōkanshō, Ordine della Preziosa Corona, Farfalla (Giappone)
- 1988 Premio Okano (Giappone)

## Opere principali
- Scuole mistiche e misteriosofiche in India, Asiatica, n. 1, 1936, pp. 16–21.
- Lo spirito dell'arte orientale, Asiatica, n. 2, 1936, pp. 70–80.
- Il paesaggio e la natura nell'arte dell'Estremo Oriente, Asiatica, n. 3, 1936, pp. 111–117.
- L'arte sino-siberiana, Asiatica, n. 3, 1936, pp. 140–144.
- Spirito e forme del giardino orientale, Asiatica, n. 4, 1936, pp. 181–188.
- Cenno storico sulla pittura cinese, Asiatica, n. 5-6, 1936, pp. 252–258.
- La vita dell'antico Giappone nei diari di alcune dame di corte, Asiatica, n. 3, 1937, pp. 139–146.
- Sciotoku, l'educatore dell'anima giapponese, in Nuova Antologia, a. 72, fasc. 1576, Roma, 16 Nov., 1937, pp. 180–187.
- Giappone, Milano, Garzanti, 1940
- Hideyoshi's Expansionist Policy on the Asiatic Mainland, in Transactions of the Asiatic Society of Japan, 3ª serie, vol. III, Tokyo, 1954, pp. 74–116.
- Hōgen monogatari, traduzione, I parte, in Rivista degli Studi Orientali [RSO], vol. XLI, fasc. III, Roma, 1966, pp. 207–271.

II parte, ivi, vol. XLII, fasc. II, Roma, 1967, pp. 121–183.
III parte, ivi, vol. XLII, fasc. IV, Roma, 1967, pp. 407–453.
- A Few Remarks on the Masakadoki, Chronicle of Taira no Masakado, Studies on Japanese Culture, Atti della Conferenza Internazionale di Studi Giapponesi tenutasi a Tokyo e Kyoto, 18-25 novembre 1972, vol. I, Tokyo, P.E.N. Club, 1973, pp. 129–133.
- Preliminary Notes on Masakadoki and the Taira no Masakado Story, in Monumenta Nipponica, vol. XXVIII, n. 3, Tokyo, 1973, pp. 261–293.
- Masakadoki to Taira no Masakado no jojutsu ni tsuite no kenkyū josetsu in Koten isan. n. 26, 5, 1975, pp. 1–30.
- Heiji monogatari, prima traduzione in lingua occidentale, I parte, in Rivista degli Studi Orientali [RSO], vol. XLIX, fasc. III-IV, Roma, 1975, pp. 287–338.

II e III parte, ivi, vol. XI, fasc. II, Roma, 1977, pp. 205–279.
- Masakadoki ni kansuru ni san no mondai teiki, in Bungaku, vol. 47-1, Tokyo, 1979, pp. 77-84.
- Masakadoki (Traduzione), in Rivista degli Studi Orientali, vol. LIII, fasc. III-IV, Roma, 1979, pp. 1-69.
- Enciclopedia Italiana, IV appendice, anni 1961-1978, Roma, Treccani, 1978-1981

voci: Giappone (letteratura) pp. 65-67, Giappone (archeologia) pp. 67-68 , Kawabata pp. 282-285, Mishima pp. 483-484, in vol. GE-PI, 1979; – Tange Kenzo p. 576, Tanizaki p. 576 in vol. PL-Z, 1981.
- Encyclopedia of Japan, Tokyo, Kodansha, 1983

voci: Shōmonki, Taira no Masakado, vol. 7, pp. 165 e 301.